# Microceratus
Microceratus (betyder "småhornad") var ett släkte av dinosaurier inom gruppen ceratopsier som levde under kritaperioden i Asien. Två arter är beskrivna. De gick på två ben, hade korta armar, en för ceratopsier karakteristisk nackkrage och en näbbliknande mun. De var omkring 60 cm hög. Detta var en av de första ceratopsierna, tillsammans med Psittacosaurus som levde i Mongoliet. 
Arten Microceratus gobiensis, beskrevs först av Bohlin 1953 med det vetenskapliga namnet Microceratops gobiensis. Men släktets namn var redan upptaget av en geting. Istället fick dinosaurien år 2008 namnet Microceratus.

## Klassificering
Microceratus hörde till arten ceratopster (namnet härstammar från det antika Grekland och betyder "behornat ansikte"), som var en grupp växtätare med papegojliknande käkar som levde i Nordamerika och Asien under kritaperioden, som slutade för ungefär 66 miljoner år sedan. Alla ceratopser utrotades vid slutet av denna tidsperiod.

## Diet
Microceratus var, som alla ceratopser, växtätare. Under kritaperioden var det ont om blommande växter. Därför är det troligt att den här typen av dinosuarie åt de växter som fanns till hands, exempelvis ormbunkar och olika barrträd. Den använde troligen sin vassa käke för att mala ner löv och barr.

## I populärkulturen
Som Microceratops, fanns den med  Disneyfilmen Dinosaurier och i boken Jurassic Park av Michael Crichton.